# 4852 Pamjones
A 4852 Pamjones (ideiglenes jelöléssel 1977 JD) a Naprendszer kisbolygóövében található aszteroida. Nyikolaj Sztyepanovics Csernih fedezte fel 1977. május 15-én.